# Elumalai
Elumalai é uma panchayat (vila) no distrito de Madurai, no estado indiano de Tamil Nadu.

## Geografia
Elumalai está localizada a 9° 52′ N, 77° 42′ L. Tem uma altitude média de 208 metros (682 pés).

## Demografia
Segundo o censo de 2001,  Elumalai  tinha uma população de 14,030 habitantes. Os indivíduos do sexo masculino constituem 50% da população e os do sexo feminino 50%. Elumalai tem uma taxa de literacia de 56%, inferior à média nacional de 59.5%: a literacia no sexo masculino é de 67% e no sexo feminino é de 45%. Em Elumalai, 10% da população está abaixo dos 6 anos de idade.